# فهرست آثار ملی شهرستان سبزوار

نقشهٔ شهرستان سبزوار و دهستان‌هایش. موقعیت شهرستان در استان خراسان رضوی در گوشهٔ چپ بالا مشخص شده‌است.

بافت تاریخی سبزوار با ۵۰ اثر ثبت ملی. خیابان بیهق با رنگ نارنجی متمایز شده‌است.

تا سال ۱۳۹۱، هشتاد و سه اثر ملی در شهرستان سبزوار ثبت شده‌اند که از این میان ۷۶ تا به صورت بنا، ۵ تا به صورت تپهٔ باستانی، و ۲ تا به صورت محوطهٔ باستانی هستند. عمدهٔ این آثار در بافت تاریخی شهر سبزوار قرار گرفته‌اند؛ به‌ویژه در امتداد خیابان اصلی شهر، خیابان بیهق. روستای زعفرانیه با داشتن ۶ اثر ملی ثبت‌شده در میان روستاهای سبزوار ممتاز است و یکی از روستاهای هدف گردشگری در این شهرستان محسوب می‌شود. شاخص‌ترین اثر تاریخی شهرستان سبزوار منارهٔ خسروگرد است که اولین اثر ثبت‌شدهٔ کل شهرستان نیز هست؛ این اثر در ۱۵ دی ۱۳۱۰ با شمارهٔ ۷۷ با عنوان «میل خسروگرد» ثبت شد که آن را به یکی از اولین آثار ملی ثبت‌شده در ایران مبدل کرد. همین اثر در همان تاریخ با شمارهٔ ۱۶۰ و با عنوان «مناره» دوباره ثبت شد و هنوز در فهرست‌ها با دو شمارهٔ ثبتی مجزا موجود است.
سبزوار از معدود شهرهای ایران است که منابع و بافت تاریخی‌اش هنوز از بین نرفته‌است. با وجود این، در دهه‌های اخیر به دلیل توسعهٔ شهر و رشد سریع اقتصادی، تغییر در سبک زندگی و ساختار خانواده، و ارزانی سوخت‌های فسیلی معماری بناها در سبزوار تغییر کرده و بسیاری از میراث فرهنگی شهر تخریب شده یا در معرض تخریب قرار گرفته‌است. اگرچه ارزش فرهنگی بناهای تاریخی درک می‌شود، دولت به دلایل مالی یا حقوقی از پس نگهداری آن‌ها بر نمی‌آید. به‌طور خاص، خانه‌های قدیمی که مالکیت خصوصی دارند تحت خطر تخریب قرار دارند و دست‌کم سه خانهٔ قدیمی مسلم، چشمی و محمدیانی که هر سه ثبت ملی نیز شده بودند در دههٔ ۱۳۹۰ تخریب شدند. خانه‌های تاریخی سبزوار به شیوهٔ اصفهانی بنا شده‌اند و به دلیل دوری شهر از پایتخت، گذار از معماری سنتی به مدرن در سبزوار تا قبل از دورهٔ پهلوی اول اتفاق نیفتاد. قدیمی‌ترین خانهٔ سبزوار، خانهٔ عظیمیان است که به شیوهٔ چهارصفه ساخته شده‌است و قدمتش به دورهٔ تیموریان بازمی‌گردد. شهر سبزوار که در حاشیهٔ فلات مرکزی ایران (دشت کویر) واقع شده، بر روی شبکه‌ای از قنات‌های شمالی–جنوبی ساخته شده‌است. همزمان با بزرگ شدن شهر و تبدیل مزارع کشاورزی و باغ‌ها به مناطق مسکونی، معابر و خیابان‌ها منطبق با شبکهٔ آبیاری قنات‌ها کشیده شدند. ساخت کانال‌های فاضلاب و شهرسازی و ساخت‌وسازهای غیراصولی از جمله ساخت خیابان‌های شرقی–غربی (عمود بر جریان طبیعی قنات‌ها)، باعث انسداد قنات‌ها و بالا آمدن آب و آسیب رسیدن به آثار تاریخی از جملهٔ مسجد جامع شهر متعلق به دورهٔ سربداریه و کاروانسراها شده و آن‌ها را در معرض نابودی قرار داده‌است.
شهر سبزوار بر روی یک سایت باستانی ساخته شده‌است. پنج تپهٔ باستانی در شهرستان سبزوار ثبتِ ملی شده که مهم‌ترینشان تپهٔ دامغانی است. در کاوش‌های باستان‌شناسی از این تپه، نشانه‌های شهرنشینی در منطقهٔ سبزوار از حدود شش هزار سال پیش در طیف زمانی مس‌سنگی تا عصر آهن یافت شده‌است. با این حال، فعالیت‌های باستان‌شناسی در پهنهٔ دشت سبزوار محدود و اجمالی بوده‌است. در بهار ۱۳۸۷ هیئت مشترکی از ایران و فرانسه به گمانه‌زنی و بررسی باستان‌شناختی در این تپه پرداختند. در ۱۳۹۴، تپه مورد توجه شهرداری سبزوار و ادارهٔ میراث فرهنگی قرار گرفت و برنامه‌ای ۲۰ ساله برای کاوش و تبدیل آن به موزهٔ محوطهٔ باز تهیه شد اما پس از چندی فعالیت، طرح نیمه‌کاره رها شد.

## آثار ثبت‌شده
| #       | نام                            | تصویر          | قدمت                            | شمارهٔ ثبت | تاریخ ثبت  | موقعیت | ملاحظات |
| بناها   | بناها                          | بناها          | بناها                           | بناها     | بناها      | بناها | بناها |
| ------- | ------------------------------ | -------------- | ------------------------------- | --------- | ---------- | --- | --- |
| ۱       | میل خسروگرد                    |                | سلجوقیه                         | ۷۷        | ۱۳۱۰/۱۰/۱۵ | دهستان قصبهٔ غربی، روستای خسروگرد ۳۶°۱۲′۳۱٫۷″ شمالی ۵۷°۳۵′۴۲٫۷″ شرقی / ۳۶٫۲۰۸۸۰۶°شمالی ۵۷٫۵۹۵۱۹۴°شرقی                         | ۳۸ متر ارتفاع دارد. در بدنهٔ آجری آن دو کتیبهٔ کوفی و تزئینات لوزی‌شکل دیده می‌شود. تاریخ کتیبهٔ مناره ۵۰۵ هجری است. از فاصلهٔ ۶ فرسخی دیده می‌شود و در قدیم راهنمای مسافران و کاروان‌ها بوده‌است. در ابتدا به شکل مخروطی بوده ولی به علت خرابی، ۵ تا ۶ متر آن را برداشته‌اند و امروزه به شکل استوانه دیده می‌شود. |
| ۲       | منارهٔ خسروگرد                  |                | سلجوقیه                         | ۱۶۰       | ۱۳۱۰/۱۰/۱۵ | دهستان قصبهٔ غربی، روستای خسروگرد ۳۶°۱۲′۳۱٫۷″ شمالی ۵۷°۳۵′۴۲٫۷″ شرقی / ۳۶٫۲۰۸۸۰۶°شمالی ۵۷٫۵۹۵۱۹۴°شرقی                         | ۳۸ متر ارتفاع دارد. در بدنهٔ آجری آن دو کتیبهٔ کوفی و تزئینات لوزی‌شکل دیده می‌شود. تاریخ کتیبهٔ مناره ۵۰۵ هجری است. از فاصلهٔ ۶ فرسخی دیده می‌شود و در قدیم راهنمای مسافران و کاروان‌ها بوده‌است. در ابتدا به شکل مخروطی بوده ولی به علت خرابی، ۵ تا ۶ متر آن را برداشته‌اند و امروزه به شکل استوانه دیده می‌شود. |
| ۳       | مسجد پامنار                    |                | صفویه                           | ۶۴۷       | ۱۳۴۶/۱/۲۳  | سبزوار، خیابان بیهق ۳۶°۱۲′۲۵٫۸″ شمالی ۵۷°۴۰′۴۴٫۶″ شرقی / ۳۶٫۲۰۷۱۶۷°شمالی ۵۷٫۶۷۹۰۵۶°شرقی                                      | تا قبل از احداث مسجد جامع کنونی سبزوار، این مسجد، مسجد جامع سبزوار بوده‌است. بنای آن به دورهٔ طاهریان نسبت داده می‌شود. مناره‌ای جنبان، آجری و ۱۵ متری در کنار مسجد است که کتیبه‌های کوفی بر آن نقش بسته. مناره بیشتر از ۹۰۰ سال قدمت دارد و به ایوان متصل است. مساحت مسجد ۹۳۴ مترمربع است. ساختمانش از جنس خشت و گل و درونش گچکاری ساده و بیرونش آجرنماست. سقف شبستان آن ۹ طاق ضربی دارد. محراب ندارد.                                                                                |
| ۴       | بقعهٔ امامزاده شعیب             |                | صفویه، قاجاریه، معاصر           | ۱۳۱۵      | ۱۳۵۵/۱۰/۲۷ | سبزوار، خیابان طبرسی ۳۶°۱۲′۰٫۰″ شمالی ۵۷°۴۰′۴۵٫۴″ شرقی / ۳۶٫۲۰۰۰۰۰°شمالی ۵۷٫۶۷۹۲۷۸°شرقی                                      | قبلاً بعد از برج و بارو و خندق شهر بود ولی اکنون داخل شهر (جنوبی‌ترین خیابان شهر) واقع شده‌است. صحن و حرم و دو مناره دارد. داخل حرم و چهار ایوان کوچکش چهار طرف تماماً آینه‌کاری شده و ضریح کنونی‌اش ساخت ۱۳۵۰ در اصفهان است. |
| ۵       | مسجد جامع سبزوار               |                | سربداریه                        | ۱۳۱۶      | ۱۳۵۵/۱۰/۲۷ | سبزوار، خیابان بیهق ۳۶°۱۲′۲۶٫۵″ شمالی ۵۷°۴۰′۳۶٫۸″ شرقی / ۳۶٫۲۰۷۳۶۱°شمالی ۵۷٫۶۷۶۸۸۹°شرقی                                      | ۴ هزار مترمربع مساحت دارد و دو ایوان شمالی و جنوبی. ایوان شمالی‌اش ۱۴ متر ارتفاع دارد و دو منارهٔ کوتاه بر بالای آن نصب شده‌است. ایوان جنوبی‌اش زیباتر است و ۱۸ متر ارتفاع دارد با دو منارهٔ آجری بدون تزئین. محراب مقصورهٔ آن قبله را به شیوهٔ اهل تسنن مشخص کرده ولی بعداً محراب کوچکی در میان محراب اصلی ساخته شده و قبلهٔ اهل تشیع را مشخص کرده‌است. فرمان‌های شاه تهماسب یکم، شاه تهماسب دوم، و ناصرالدین‌شاه بر لوحه‌های سنگی مسجد نوشته شده‌است. بخشی از آن حین تعریض خیابان از بین رفت. |
| ۶       | مصلی سبزوار                    |                | سربداریه                        | ۱۳۱۷      | ۱۳۵۵/۱۰/۲۷ | سبزوار، خیابان شهدا ۳۶°۱۲′۲٫۲″ شمالی ۵۷°۴۱′۵۹٫۴″ شرقی / ۳۶٫۲۰۰۶۱۱°شمالی ۵۷٫۶۹۹۸۳۳°شرقی                                       | محل برگزاری نماز جمعه، عید، و باران بوده‌است. ۱۵ متر ارتفاع و ۲۴۲ مترمربع زیربنا دارد. سقف آن به صورت ضربی و جناغی است. |
| ۷       | مقبرهٔ حاج ملاهادی سبزواری      |                | قاجاریه                         | ۱۳۳۴      | ۱۳۵۵/۵/۹   | سبزوار، میدان کارگر ۳۶°۱۲′۱۹″ شمالی ۵۷°۴۱′۹″ شرقی / ۳۶٫۲۰۵۲۸°شمالی ۵۷٫۶۸۵۸۳°شرقی                                             | در اصل خانهٔ ملا هادی سبزواری بوده که پس از مرگش در سال ۱۲۹۸ هجری همان‌جا دفن شده و سه سال بعد به دستور میرزا یوسف آشتیانی مقبره‌ای برای او به همراه غرفه‌ها و حجره‌هایی برای طلاب ساختند. قبلاً روی مقبره، صندوق چوبی سبزرنگ قرار داشت ولی امروزه سنگ مرمر سفیدی گذاشته‌اند. سقف مقبره به شکل گنبد و کل ساختمان از آجر است. |
| ۸       | رباط سبزوار                    |                | صفویه                           | ۱۶۶۱      | ۱۳۶۳/۶/۲۵  | سبزوار، خیابان بیهق ۳۶°۱۲′۲۷٫۹″ شمالی ۵۷°۴۰′۲٫۸″ شرقی / ۳۶٫۲۰۷۷۵۰°شمالی ۵۷٫۶۶۷۴۴۴°شرقی                                       | در زمان شاه عباس یکم ساخته شد. در دهه‌های اخیر کاربری‌های متفاوتی داشته‌است، از ژاندارمری سبزوار گرفته تا پادگان لشکر، انبار غله، و محل اسکان مهاجران عراقی. اجساد گل‌محمد، قهرمان رمان کلیدر، و یارانش در پشت این رباط دفن شده‌است. |
| ۹       | کاروانسرای سرپوش               |                | قاجاریه                         | ۱۶۶۵      | ۱۳۶۳/۶/۲۵  | دهستان رباط، روستای رباط سرپوش ۳۶°۱۰′۵۰٫۲″ شمالی ۵۷°۵۶′۱۳٫۶″ شرقی / ۳۶٫۱۸۰۶۱۱°شمالی ۵۷٫۹۳۷۱۱۱°شرقی                           | به شکل مستطیل است و ۶۴۱ مترمربع مساحت دارد. یک ایوان دارد و حیاط مرکزی ندارد. با توجه به کویری بودن منطقه مسقف است. شباهت زیادی به چاپارخانه یا اصطبل و خرگاه زمستانی دارد. |
| ۱۰      | کاروانسرای زعفرانیه            |                | صفویه، قاجاریه                  | ۱۶۹۶      | ۱۳۶۴/۹/۱۷  | دهستان رباط، روستای زعفرانیه ۳۶°۹′۵۶٫۶″ شمالی ۵۸°۵′۱۰٫۶″ شرقی / ۳۶٫۱۶۵۷۲۲°شمالی ۵۸٫۰۸۶۲۷۸°شرقی                               | نقشهٔ آن مستطیلی و چهارایوانی است و دارای حیاط مرکزی. از نوع کاروانسراهای شاه‌عباسی بوده که در زمان ناصرالدین‌شاه مرمت شده و به اصل بنا نیز تجاوز شده‌است. کل بنا یک طبقه است و فقط در قسمت شاه‌نشین و هشتی دو طبقه دارد. ۵۲۰۰ مترمربع مساحت دارد. در قسمت خارجی بنا چند برج وجود دارد. زیر صفهٔ شاه‌نشین آبراهی هست که آب قنات در آن جاری بوده‌است. |
| ۱۱      | رباط حاج فرامرزخان             |                | قاجاریه                         | ۲۰۵۷      | ۱۳۷۷/۴/۲۹  | سبزوار، میدان کارگر ۳۶°۱۲′۲۳٫۷″ شمالی ۵۷°۴۱′۷٫۷″ شرقی / ۳۶٫۲۰۶۵۸۳°شمالی ۵۷٫۶۸۵۴۷۲°شرقی                                       | جزء موقوفات فرامرزخان سبزواری است. از نوع کاروانسراهای چهارایوانی است. در دهه‌های اخیر کاربری‌های متفاوتی یافته، از جمله محل نگهداری افراد بی‌سرپرست، انبار شهرداری، و موزهٔ مردم‌شناسی سبزوار. |
| ۱۲      | منزل خانم کیان                 |                | قاجاریه                         | ۲۵۸۵      | ۱۳۷۸/۱۱/۲۷ | سبزوار، بیهق ۲۲، کوچهٔ سه‌راه ۳۶°۱۲′۲۶٫۶″ شمالی ۵۷°۴۰′۵۶٫۶″ شرقی / ۳۶٫۲۰۷۳۸۹°شمالی ۵۷٫۶۸۲۳۸۹°شرقی                              | دو تالار بزرگ دارد. طبقهٔ همکف آن رها شده و راه‌پلهٔ سمت چپش تخریب شده‌است. بنا در آستانهٔ تخریب است و نیاز فوری به مرمت و نگهداری دارد. یک قرن پیش، منزل مسکونی با تغییر کاربری به ساختمان بانک تبدیل شد؛ اکنون نیز قابلیت تبدیل شدن به یک گالری یا موزه را دارد. |
| ۱۳      | مقبرهٔ ملا حسین واعظ کاشفی      |                | پهلوی دوم                       | ۳۵۱۶      | ۱۳۷۹/۱۲/۲۵ | سبزوار، شهدای ۱۳ ۳۶°۱۲′۱۲٫۷″ شمالی ۵۷°۴۱′۳۴٫۷″ شرقی / ۳۶٫۲۰۳۵۲۸°شمالی ۵۷٫۶۹۲۹۷۲°شرقی                                         | بنای یادبود حسین واعظ کاشفی که متولد سبزوار بوده ولی در هرات دفن شده‌است. طرح بنا از احمد فرحبخش است و سال ۱۳۵۴ توسط انجمن آثار ملی ساخته شد. این بنا جایگزین مزار «پیر حاجات» شد. شالوده و اسکلت آن از آهن است، ولی مصالح سنتی در آن به کار رفته. ترکیبی از ایوان‌ها، چهارتاقی‌ها، و تاق‌های جناغی در سه طبقه و یادآور زیگورات است. |
| ۱۴      | حسینیهٔ قنادها                  |                | اواخر قاجار، اوایل پهلوی        | ۳۵۲۰      | ۱۳۷۹/۱۲/۲۵ | سبزوار، خیابان بیهق، نبش کوچهٔ نه‌بام ۳۶°۱۲′۲۲٫۸″ شمالی ۵۷°۴۰′۳۶٫۵″ شرقی / ۳۶٫۲۰۶۳۳۳°شمالی ۵۷٫۶۷۶۸۰۶°شرقی                      | در دههٔ اول محرم آیین چادرپوشان با دست‌کم ۸۰ سال سابقه در این حسینیه برگزار می‌شود. چادری که به سفارش یزدی‌های مقیم سبزوار توسط هنرمندان اصفهان تقریباً یک قرن پیش تهیه شده بود، در ۱۳۹۷ سوخت و از بین رفت. آیین چادرپوشان این حسینیه به عنوان میراثی معنوی در ۱۳۹۵ ثبت ملی شده بود. |
| ۱۵      | بقعهٔ امامزاده یحیی             |                | قاجاریه                         | ۴۰۳۶      | ۱۳۸۰/۴/۲۶  | سبزوار، خیابان بیهق ۳۶°۱۲′۲۸″ شمالی ۵۷°۴۰′۳۴″ شرقی / ۳۶٫۲۰۷۷۸°شمالی ۵۷٫۶۷۶۱۱°شرقی                                            | روکاری، کاشیکاری، سنگ‌کاری، آینه‌کاری، و ساخت ضریح حرم در قرن ۱۴ ه‍. به خرج میرزا محمود حقیران انجام شده‌است. یحیی بن زید علوی در بلخ یا جوزجان کشته و همان‌جا دفن شد. حضور یحیی بن موسی بن جعفر در سبزوار، تهران، یا گرگان دور از تصور است. در نتیجه مشخص نیست این امامزاده به چه کسی منتسب است. اصل بنا را به دورهٔ غازان خان نسبت داده‌اند. |
| ۱۶      | خانهٔ جعفرزاده                  |                | قاجاریه                         | ۴۵۷۱      | ۱۳۸۰/۷/۱۳  | سبزوار، خیابان بیهق، کوچهٔ نه‌بام، کوچهٔ حاج‌آقا فخر                                                                             | کاربرد آن چند بار تغییر داده شده‌است. در دوره‌های متفاوت به عنوان ساختمانی اداری یا فرهنگی مورد استفاده بوده‌است. |
| ۱۷      | باغ اسکویی                     |                | اواخر قاجار                     | ۴۵۷۲      | ۱۳۸۰/۷/۱۳  | دهستان قصبهٔ غربی، روستای ابارش                                                                                               | به شکل مستطیل است و کوشک آن در میان باغ قرار گرفته. در سه کیلومتری غرب سبزوار واقع و مساحت کل آن ۴٫۴ هکتار است و ۱٫۵ درصد شیب دارد. |
| ۱۸      | حمام قیصریه                    |                | قاجاریه                         | ۴۶۶۸      | ۱۳۸۰/۸/۱۶  | سبزوار، خیابان بیهق ۳۶°۱۲′۲۹٫۲″ شمالی ۵۷°۴۰′۳۰٫۴″ شرقی / ۳۶٫۲۰۸۱۱۱°شمالی ۵۷٫۶۷۵۱۱۱°شرقی                                      | دو طبقه دارد و پلان آن مستطیلی است. یک ورودی از سمت خیابان بیهق دارد. روی پایه‌های آجری به شکل گنبد با آجر بنا شده‌است. کفشدارخانه‌اش گنبدی دارد که روی چند ستون احداث شده‌است. در حال حاضر، به سفره‌خانه تبدیل شده‌است. |
| ۱۹      | یخچال‌های شمارهٔ یک سبزوار       |                | قاجاریه                         | ۴۸۱۲      | ۱۳۸۰/۱۲/۱۹ | سبزوار، کنارهٔ جنوبی جادهٔ مشهد–تهران ۳۶°۱۱′۴۴٫۶″ شمالی ۵۷°۳۹′۴۳٫۸″ شرقی / ۳۶٫۱۹۵۷۲۲°شمالی ۵۷٫۶۶۲۱۶۷°شرقی                      | به صورت یک مجموعهٔ سه تایی، از معدود بازماندگان ۲۹ یخچال تاریخی ولایت سبزوار هستند. در سال‌های اخیر مرمت شده و برای تغییر کاربری آن‌ها به رستوران سنتی، موزهٔ آب، بازارچه صنایع دستی، و … طرح‌هایی ارائه شده‌است. |
| ۲۰      | کاروانسرای سنگ کلیدر           |                | قاجاریه                         | ۴۸۱۳      | ۱۳۸۰/۱۲/۱۹ | دهستان رباط، روستای سنگ کلیدر ۳۶°۹′۲۹٫۶″ شمالی ۵۸°۱۵′۱۰٫۴″ شرقی / ۳۶٫۱۵۸۲۲۲°شمالی ۵۸٫۲۵۲۸۸۹°شرقی                             | متفاوت از سایر کاروانسراهای خراسان است. هشت‌ضلعی است و مسقف به گنبدهای کروی. ۸۵۰ مترمربع مساحت دارد. ورودی‌اش ایوانی است در ضلع شرقی که بین دو ایوانچه قرار گرفته. در مرکزش فضایی است هشت‌وجهی به صورت چلیپا که بار گنبد را حمل می‌کند. نه حیاط مرکزی دارد و نه حجره. در ۱۳۹۸ مرمت شد. |
| ۲۱      | آرامگاه بیلدرباشی              | بارگذاری تصویر | صفویه                           | ۴۹۰۲      | ۱۳۸۰/۱۲/۱۹ | دهستان غصبه غربی، روستای فسنقر ۳۶°۶′۳٫۵″ شمالی ۵۷°۳۳′۳۸٫۸″ شرقی / ۳۶٫۱۰۰۹۷۲°شمالی ۵۷٫۵۶۰۷۷۸°شرقی                             | از بیرون هشت‌ضلعی و از داخل مربع است. بیرونش از آجر و بدون تزئین است. داخل بنا در اوایل قاجاریه به دست استاد علی‌اکبر تبریزی مرمت شده‌است. صاحب بقعه میرمحمد شریف حسینی فرزند میرمحمدطاهر، بیلدارباشی سبزوار، از بزرگان دورهٔ صفوی بوده که در سال سی‌ام سلطنت شاه عباس اول درگذشته است. |
| ۲۲      | بازار حاج زمان                 |                | قاجاریه                         | ۵۱۴۸      | ۱۳۸۰/۱۲/۲۵ | سبزوار، خیابان بیهق ۳۶°۱۲′۲۸٫۱″ شمالی ۵۷°۴۰′۳۴٫۹″ شرقی / ۳۶٫۲۰۷۸۰۶°شمالی ۵۷٫۶۷۶۳۶۱°شرقی                                      | یک قرن پیش بخش کوچکی از بازار بزرگ سبزوار (که امروز به‌طور کامل تخریب شده) بوده‌است. مشتمل بر یک بازار و یک سرای است که در ضلع شمالی آن قرار دارد. طاق و تویزه، هشتی در انتهای بازار، اتاق‌هایی با سقف طاق ضربی و آجرکاری به شیوهٔ خفته و راسته از جمله ویژگی‌های اثر است. بخش عمدهٔ آن فرسوده‌است ولی سرای آن در سال‌های اخیر توسط ادارهٔ میراث فرهنگی مرمت شده. |
| ۲۳      | خانهٔ اسلامی                    |                | قاجاریه                         | ۵۱۴۹      | ۱۳۸۰/۱۲/۲۵ | سبزوار، خیابان بیهق، کوچهٔ افتخار ۳۶°۱۲′۲۹٫۱″ شمالی ۵۷°۴۰′۴۲٫۹″ شرقی / ۳۶٫۲۰۸۰۸۳°شمالی ۵۷٫۶۷۸۵۸۳°شرقی                         | از لحاظ طراحی و چیدمان فضا متأثر از معماری غربی است. نبود ایوان، تنظیم دمای خانه را دچار ضعف کرده‌است. وجود راهرو پشتی، دسترسی‌پذیری اتاق‌های رو به حیات را بهبود داده و پنجره‌های رو به خیابان نورگیری اتاق‌های پشتی را افزایش داده ولی از درون‌گرایی معماری بومی کاسته‌است. دو سال ساختمان یک مدرسهٔ خصوصی بود و حالا «خانهٔ هنرمندان سبزوار» است. |
| ۲۴      | آرامگاه بقراط                  |                | قاجاریه                         | ۵۹۰۹      | ۱۳۸۱/۵/۸   | سبزوار، میدان کارگر ۳۶°۱۲′۲۱٫۶″ شمالی ۵۷°۴۱′۶٫۲″ شرقی / ۳۶٫۲۰۶۰۰۰°شمالی ۵۷٫۶۸۵۰۵۶°شرقی                                       | بنای آن هشت‌ضلعی است و گنبدخانه‌ای با گنبد گردچین دارد. تزئینات آجری‌اش متأثر از هنر و معماری غرب است. بقعه متعلق به محمدتقی سبزواری معروف به بقراط‌التولیه است که از اولین طبیبان سبزوار با تحصیلات دانشگاهی بوده. طرح‌هایی برای تبدیل آن به موزهٔ طب دنبال شده ولی به ثمر نرسیده‌است. |
| ۲۵      | خانهٔ قدیمی مسلم                | بارگذاری تصویر | قاجاریه                         | ۵۹۶۲      | ۱۳۸۱/۵/۸   | سبزوار، خیابان بیهق، خیابان قائم، پلاک ۲۲ ۳۶°۱۲′۳۲٫۳″ شمالی ۵۷°۴۰′۵۰٫۰″ شرقی / ۳۶٫۲۰۸۹۷۲°شمالی ۵۷٫۶۸۰۵۵۶°شرقی                | دو طبقه داشت که در طول سال با توجه به تغییر فصل و دما استفاده می‌شدند: طبقهٔ همکف در تابستان و طبقهٔ اول در زمستان. این خانه که حوالی سال ۱۳۰۰ ساخته شده بود، سال ۱۳۹۱ تخریب شد. |
| ۲۶      | خانهٔ الداغی                    |                | اواخر قاجار                     | ۵۹۶۳      | ۱۳۸۱/۵/۸   | سبزوار، خیابان عطاملک جوینی جنوبی ۳۶°۱۲′۲۴٫۳″ شمالی ۵۷°۴۰′۱۹٫۰″ شرقی / ۳۶٫۲۰۶۷۵۰°شمالی ۵۷٫۶۷۱۹۴۴°شرقی                        | دو طبقه دارد که طبقهٔ همکف در تابستان و روزهای گرم مورد استفاده بوده و آشپزخانه و انبارها نیز در همین طبقه هستند. طبقهٔ اول متشکل از یک رواق ستون‌دار، چهار اتاق و یک اتاق پشتی است. اتاق‌های انباری قسمت شرقی این خانه به مغازه تبدیل و اجاره داده شده‌است. |
| ۲۷      | سرای معمارزاده                 |                | قاجاریه                         | ۵۹۶۴      | ۱۳۸۱/۵/۸   | سبزوار، خیابان اسرار جنوبی ۳۶°۱۲′۲۳″ شمالی ۵۷°۴۰′۳۰″ شرقی / ۳۶٫۲۰۶۳۹°شمالی ۵۷٫۶۷۵۰۰°شرقی                                     | جزو ۱۶ سرای بازار قدیم سبزوار بوده‌است. ۴٬۵۰۰ مترمربع مساحت دارد. ابتدا متعلق به تومانیانس ارمنی بود؛ سپس در اختیار مالکانی از سبزوار قرار گرفت. در ۱۳۹۴ به شهرداری فروخته شد. |
| ۲۸      | سرای دودر                      |                | قاجاریه                         | ۵۹۶۵      | ۱۳۸۱/۵/۸   | سبزوار، خیابان بیهق ۳۶°۱۲′۲۶٫۸″ شمالی ۵۷°۴۰′۳۵٫۲″ شرقی / ۳۶٫۲۰۷۴۴۴°شمالی ۵۷٫۶۷۶۴۴۴°شرقی                                      | در ۱۳۹۸ ادارهٔ میراث فرهنگی اعلام کرد که این اثر نیازمند مرمت فوری و اضطراری است. |
| ۲۹      | حسینیهٔ زرگرها                  | بارگذاری تصویر | اواخر قاجار                     | ۵۹۶۶      | ۱۳۸۱/۵/۸   | سبزوار، خیابان مدرس ۳۶°۱۲′۱۷٫۴″ شمالی ۵۷°۴۰′۲۳٫۸″ شرقی / ۳۶٫۲۰۴۸۳۳°شمالی ۵۷٫۶۷۳۲۷۸°شرقی                                      | |
| ۳۰      | خانهٔ قدیمی عظیمیان             |                | تیموری                          | ۶۴۲۶      | ۱۳۸۱/۷/۷   | سبزوار، مدرس ۳۰، کوچهٔ نقابشک بالا ۳۶°۱۲′۱۹٫۷″ شمالی ۵۷°۴۰′۵۷٫۰″ شرقی / ۳۶٫۲۰۵۴۷۲°شمالی ۵۷٫۶۸۲۵۰۰°شرقی                        | به شیوهٔ چهارصفه است و دیوارهایش تقریباً پنجره ندارند. در دهه‌های اخیر انبارهای سمت جنوبی حیاتش برای ساخت خیابان تخریب شدند، اما اصل بنا باقی ماند و وضعیت نسبتاً مناسبی دارد. |
| ۳۱      | یخچال‌های شمال کمربندی سبزوار ۲ |                | قاجاریه                         | ۶۶۵۲      | ۱۳۸۱/۱۰/۱۰ | سبزوار، جنوب جاده مشهد–تهران ۳۶°۱۱′۵۹٫۸″ شمالی ۵۷°۳۹′۱۶٫۷″ شرقی / ۳۶٫۱۹۹۹۴۴°شمالی ۵۷٫۶۵۴۶۳۹°شرقی                             | از معدود بازماندگان ۲۹ یخچال تاریخی ولایت سبزوار هستند. در سال‌های اخیر مرمت شده و برای تغییر کاربری آن‌ها به رستوران سنتی، موزهٔ آب، بازارچه صنایع دستی، و … طرح‌هایی ارائه شده‌است. |
| ۳۲      | مدرسهٔ محمدیه                   |                | قاجاریه، اوایل پهلوی            | ۷۴۸۴      | ۱۳۸۱/۱۱/۱۲ | سبزوار، میدان کارگر، خیابان افسر ۳۶°۱۲′۲۷٫۲″ شمالی ۵۷°۴۱′۶٫۷″ شرقی / ۳۶٫۲۰۷۵۵۶°شمالی ۵۷٫۶۸۵۱۹۴°شرقی                          | به خرج حسین فقیه سبزواری ساخته شده و اکنون مدرسهٔ قرآن در آن دایر است. |
| ۳۳      | آب‌انبار حاج کریم               |                | قاجاریه                         | ۸۲۵۹      | ۱۳۸۲/۱/۲۴  | سبزوار، بیهق ۵۱ ۳۶°۱۲′۲۲″ شمالی ۵۷°۴۱′۷″ شرقی / ۳۶٫۲۰۶۱۱°شمالی ۵۷٫۶۸۵۲۸°شرقی                                                 | |
| ۳۴      | خانهٔ حجازی                     |                | قاجاریه                         | ۸۲۶۰      | ۱۳۸۲/۱/۲۴  | سبزوار، خیابان اسرار شمالی ۳۶°۱۲′۳۷٫۲″ شمالی ۵۷°۴۰′۳۲٫۰″ شرقی / ۳۶٫۲۱۰۳۳۳°شمالی ۵۷٫۶۷۵۵۵۶°شرقی                               | این خانهٔ بزرگ متشکل از ۱۲ اتاق است. |
| ۳۵      | خانهٔ شریعتمدار                 | بارگذاری تصویر | اواخر قاجار، اوایل پهلوی        | ۸۲۶۱      | ۱۳۸۲/۱/۲۴  | سبزوار، خیابان شریعتمداری، کوچهٔ قالیباف ۳۶°۱۲′۳۴٫۳″ شمالی ۵۷°۴۰′۴۱٫۷″ شرقی / ۳۶٫۲۰۹۵۲۸°شمالی ۵۷٫۶۷۸۲۵۰°شرقی                  | |
| ۳۶      | خانهٔ افچنگی                    |                | اواخر قاجار، اوایل پهلوی        | ۸۷۲۸      | ۱۳۸۲/۳/۱۰  | سبزوار، خیابان مدرس، کوچهٔ حسینیهٔ قنادها ۳۶°۱۲′۲۱٫۵″ شمالی ۵۷°۴۰′۳۶٫۴″ شرقی / ۳۶٫۲۰۵۹۷۲°شمالی ۵۷٫۶۷۶۷۷۸°شرقی                  | در ۱۳۹۴ اعلام شد شهرداری قصد خرید خانه را دارد. |
| ۳۷      | مدرسهٔ شریعتمدار                |                | اواخر قاجار                     | ۸۹۶۴      | ۱۳۸۲/۳/۱۰  | سبزوار، بیهق ۲۲، کوچهٔ شهید صانع زرنگ ۳۶°۱۲′۲۵٫۷″ شمالی ۵۷°۴۰′۵۴٫۸″ شرقی / ۳۶٫۲۰۷۱۳۹°شمالی ۵۷٫۶۸۱۸۸۹°شرقی                     | در سال ۱۳۰۳ ه‍. به دستور میرزا ابراهیم شریعتمدار سبزواری نوهٔ سید محمدمهدی خراسانی ساخته شد. دو سوم مساحت آن حین احداث خیابان بیهق از بین رفت و مقبرهٔ واقف در قسمت باقیمانده است. |
| ۳۸      | آرامگاه موسی فقیه سبزواری      |                | اواخر قاجار                     | ۹۲۳۸      | ۱۳۸۲/۴/۲۴  | سبزوار، میدان کارگر، خیابان افسر، کوچهٔ بیمهٔ تأمین اجتماعی ۳۶°۱۲′۲۸٫۵″ شمالی ۵۷°۴۱′۶٫۸″ شرقی / ۳۶٫۲۰۷۹۱۷°شمالی ۵۷٫۶۸۵۲۲۲°شرقی | سقفی گنبدی و دو شبستان شرقی و غربی دارد که قرینهٔ یکدیگرند. در شبستان غربی سنگ قبر موسی فقیه سبزواری قرار گرفته و در دیوارهایش تاقچه‌هایی برای نگهداری کتاب و سایر اشیا تعبیه شده‌است. در حال حاضر کتابخانه‌ای عمومی با ۵٬۱۰۰ جلد کتاب در آنجا دایر است. |
| ۳۹      | خانهٔ ملا محمد ترشیزی           |                | پهلوی                           | ۹۲۴۰      | ۱۳۸۲/۴/۲۴  | سبزوار، میدان حکیم، خیابان اسدآبادی ۳۶°۱۲′۴۱٫۸″ شمالی ۵۷°۴۰′۲۸٫۲″ شرقی / ۳۶٫۲۱۱۶۱۱°شمالی ۵۷٫۶۷۴۵۰۰°شرقی                      | |
| ۴۰      | خانهٔ محمود دولت‌آبادی           | بارگذاری تصویر | پهلوی                           | ۹۳۲۰      | ۱۳۸۲/۵/۷   | بخش روداب، روستای دولت‌آباد                                                                                                   | در سال ۱۳۹۷ محمود دولت‌آبادی خبر داد که خانهٔ پدری و نیز خانهٔ پدربزرگش (که در آنجا متولد شده بود) هر دو تخریب شده‌اند. |
| ۴۱      | منزل شریعتمدار ۲               |                | اوایل پهلوی                     | ۱۰۴۵۷     | ۱۳۸۲/۸/۲   | سبزوار، خیابان اسدآبادی ۳۶°۱۲′۴۷٫۳″ شمالی ۵۷°۴۰′۴۳٫۰″ شرقی / ۳۶٫۲۱۳۱۳۹°شمالی ۵۷٫۶۷۸۶۱۱°شرقی                                  | |
| ۴۲      | خانهٔ شهابی                     | بارگذاری تصویر | پهلوی اول                       | ۱۱۰۲۳     | ۱۳۸۳/۵/۱۷  | سبزوار، خیابان بیهق، کوچهٔ آقا                                                                                                | |
| ۴۳      | حسینیه و مسجد لطفعلیخان        | بارگذاری تصویر | قاجاریه                         | ۱۱۰۵۴     | ۱۳۸۳/۵/۱۷  | سبزوار، خیابان اسرار شمالی ۳۶°۱۲′۳۳٫۴″ شمالی ۵۷°۴۰′۳۲٫۸″ شرقی / ۳۶٫۲۰۹۲۷۸°شمالی ۵۷٫۶۷۵۷۷۸°شرقی                               | |
| ۴۴      | خانهٔ باغانی                    | بارگذاری تصویر | قاجاریه                         | ۱۱۰۷۳     | ۱۳۸۳/۶/۱۶  | سبزوار، مدرس ۱، کوچهٔ نقابشک                                                                                                  | معماری آن به شیوهٔ خطی است. خانه متشکل از سه بخش است: حیاط، ایوان، و اتاق‌هایی که به صورت خطی کنار هم قرار گرفته‌اند و به یکدیگر و به ایوان دسترسی دارند. |
| ۴۵      | خانهٔ فروغی                     |                | اوایل پهلوی                     | ۱۱۹۳۳     | ۱۳۸۴/۴/۵   | سبزوار، خیابان اسدآبادی ۳۶°۱۲′۴۷٫۳″ شمالی ۵۷°۴۰′۴۴٫۱″ شرقی / ۳۶٫۲۱۳۱۳۹°شمالی ۵۷٫۶۷۸۹۱۷°شرقی                                  | |
| ۴۶      | خانهٔ طاهری                     | بارگذاری تصویر | اوایل پهلوی                     | ۱۱۹۳۴     | ۱۳۸۴/۴/۵   | سبزوار، خیابان بیهق، کوچهٔ افتخار، کوچهٔ بابایی                                                                                | |
| ۴۷      | خانهٔ اسکویی                    | بارگذاری تصویر | پهلوی اول                       | ۱۱۹۳۵     | ۱۳۸۴/۴/۵   | سبزوار، اسدآبادی ۲۵، جنب کوچهٔ قصبه ۳۶°۱۲′۴۶٫۹″ شمالی ۵۷°۴۰′۴۵٫۴″ شرقی / ۳۶٫۲۱۳۰۲۸°شمالی ۵۷٫۶۷۹۲۷۸°شرقی                       | |
| ۴۸      | سرای حقیران                    |                | قاجاریه                         | ۱۲۰۶۱     | ۱۳۸۴/۴/۱۲  | سبزوار، خیابان اسرار شمالی                                                                                                   | شامل ورودی طاقی‌شکل، میان‌سرا و حجره‌هایی در دو طبقه است که دورادور میان‌سرا احداث شده‌اند. آجرکاری نمای بیرونی، کتیبه کاشی معرق سردر ورودی، آجرکاری خفته راسته در پیشانی طاقها، رخبام از جمله تزئینات آن است. ۲ هزار مترمربع مساحت دارد و دست‌کم تا ۱۳۸۴ محل انجام معاملات پنبه و خواربار بوده‌است. |
| ۴۹      | آرامگاه مشهدی                  |                | قاجاریه                         | ۱۲۳۹۷     | ۱۳۸۴/۵/۱۱  | سبزوار، میدان کارگر، خیابان ملاهادی سبزواری، کوچهٔ سهند ۳۶°۱۲′۱۸٫۷″ شمالی ۵۷°۴۱′۵٫۸″ شرقی / ۳۶٫۲۰۵۱۹۴°شمالی ۵۷٫۶۸۴۹۴۴°شرقی    | این ساختمان بزرگ تنها دو اتاق اصلی دارد که هر کدام ۵ در به سایر اتاق‌ها دارند. دسترسی به اتاق‌ها از سه راه متفاوت فراهم است: ایوان، هشتی، و حیاط. هم‌اکنون پایگاه میراث فرهنگی سبزوار در این مکان واقع است. |
| ۵۰      | خانهٔ برادران                   | بارگذاری تصویر | اواخر قاجار                     | ۱۳۱۵۰     | ۱۳۸۴/۵/۲۲  | سبزوار، بیهق ۱۲، کوچهٔ کلاه‌فرنگی ۳۶°۱۲′۳۱٫۱″ شمالی ۵۷°۴۰′۲۹٫۴″ شرقی / ۳۶٫۲۰۸۶۳۹°شمالی ۵۷٫۶۷۴۸۳۳°شرقی                          | |
| ۵۱      | باغ ترشیزی                     | بارگذاری تصویر | قاجاریه                         | ۱۳۱۵۱     | ۱۳۸۴/۵/۲۲  | دهستان قصبهٔ شرقی، روستای باغان                                                                                               | باغی ایرانی متعلق به خانوادهٔ ایرج ترشیزی، از خانواده‌های ثروتمند سبزوار. عمارتی متقارن با دورنمای اصلی شمالی–جنوبی دارد. عمارت اصلی مشتمل بر تالار پذیرایی، پنج‌دری، اتاق‌های نشیمن، دالان، و راهروست. ساختمان جنبی شامل آب‌انبار، حوض‌خانه، بادگیرخانه، مطبخ، و انباری است. عمارت با گچ‌بری، یزدی‌بندی گچی، نیم‌طاق ورودی‌ها و آجرکاری تزئین شده‌است. |
| ۵۲      | خانهٔ سدیدی                     |                | اواخر قاجار                     | ۱۳۱۵۲     | ۱۳۸۴/۵/۲۲  | سبزوار، بیهق ۱۲، کوچهٔ کلاه‌فرنگی                                                                                              | |
| ۵۳      | خانهٔ محمدیانی                  | بارگذاری تصویر | قاجاریه                         | ۱۳۱۵۳     | ۱۳۸۴/۵/۲۲  | سبزوار، بیهق ۲۷، پلاک ۴۷ ۳۶°۱۲′۲۵٫۹″ شمالی ۵۷°۴۰′۲۸٫۳″ شرقی / ۳۶٫۲۰۷۱۹۴°شمالی ۵۷٫۶۷۴۵۲۸°شرقی                                 | قسمت اول این خانه حوالی سال ۱۳۰۰ و قسمت دومش ۱۳۱۵ ساخته شده بود. خانه در سال ۱۳۹۲ تخریب شد. |
| ۵۴      | خانهٔ چشمی                      | بارگذاری تصویر | اواخر قاجار                     | ۱۳۱۵۴     | ۱۳۸۴/۵/۲۲  | سبزوار، بیهق ۲۷، پلاک ۲۷ ۳۶°۱۲′۲۵٫۹″ شمالی ۵۷°۴۰′۲۷٫۵″ شرقی / ۳۶٫۲۰۷۱۹۴°شمالی ۵۷٫۶۷۴۳۰۶°شرقی                                 | این خانه که حوالی سال ۱۳۰۰ ساخته شده بود، سال ۱۳۹۲ تخریب شد. |
| ۵۵      | سرای اولیا                     |                | قاجاریه، پهلوی                  | ۱۳۱۵۵     | ۱۳۸۴/۵/۲۲  | سبزوار، خیابان بیهق ۳۶°۱۲′۲۵٫۴″ شمالی ۵۷°۴۰′۴۲٫۰″ شرقی / ۳۶٫۲۰۷۰۵۶°شمالی ۵۷٫۶۷۸۳۳۳°شرقی                                      | |
| ۵۶      | بازار سرپوشیدهٔ سبزوار          |                | قاجاریه                         | ۱۳۴۳۳     | ۱۳۸۴/۷/۶   | سبزوار، چهارراه بیهق ۳۶°۱۲′۲۲٫۸″ شمالی ۵۷°۴۰′۳۵٫۵″ شرقی / ۳۶٫۲۰۶۳۳۳°شمالی ۵۷٫۶۷۶۵۲۸°شرقی                                     | ۱۴۰ متر طول دارد و حدوداً ۱۰۰ حجره که بیشتر به صنوف طلافروشی و پارچه‌فروشی تعلق دارند. |
| ۵۷      | حمام پادرخت                    |                | پهلوی                           | ۱۳۶۶۸     | ۱۳۸۴/۸/۱۵  | سبزوار، میدان اسرار ۳۶°۱۲′۲۱٫۷″ شمالی ۵۷°۴۰′۳۰٫۶″ شرقی / ۳۶٫۲۰۶۰۲۸°شمالی ۵۷٫۶۷۵۱۶۷°شرقی                                      | |
| ۵۸      | امامزادهٔ آزادمنجیر             | بارگذاری تصویر | قاجاریه                         | ۱۵۲۴۷     | ۱۳۸۴/۱۲/۲۴ | دهستان قصبه شرقی، روستای آزادمنجیر ۳۶°۱۲′۰٫۲″ شمالی ۵۷°۴۷′۴۸٫۶″ شرقی / ۳۶٫۲۰۰۰۵۶°شمالی ۵۷٫۷۹۶۸۳۳°شرقی                        | گنبدی به ارتفاع ۱۲ متر دارد که در دهه‌های اخیر بازسازی شده‌است. در وسط گنبد، قبری است با دو لوح سنگی کبود که روی یکی از آن‌ها نام صاحب قبر را امیر سید علی علوی نوشته‌اند. سنگ قبر دیگری بر دیوار نصب است که متعلق به میرمحمد بن میرمحمد صالح سبزواری است. |
| ۵۹      | آب‌انبار سرسنگ                  |                | قاجاریه                         | ۱۵۲۵۰     | ۱۳۸۴/۱۲/۲۴ | سبزوار، چهارراه رضوی، نبش کوچهٔ سرسنگ ۳۶°۱۲′۶٫۹″ شمالی ۵۷°۴۰′۴۱٫۷″ شرقی / ۳۶٫۲۰۱۹۱۷°شمالی ۵۷٫۶۷۸۲۵۰°شرقی                      | |
| ۶۰      | مسجد سرسنگ                     | بارگذاری تصویر | اواخر قاجار                     | ۱۵۲۵۲     | ۱۳۸۴/۱۲/۲۴ | سبزوار، چهارراه رضوی، نبش کوچهٔ سرسنگ                                                                                         | |
| ۶۱      | یخچال کلانتر زعفرانیه          |                | اوایل قاجار                     | ۱۶۳۹۴     | ۱۳۸۵/۸/۲۴  | دهستان رباط، شرق روستای زعفرانیه ۳۶°۹′۵۸٫۲″ شمالی ۵۸°۵′۱۵٫۳″ شرقی / ۳۶٫۱۶۶۱۶۷°شمالی ۵۸٫۰۸۷۵۸۳°شرقی                           | |
| ۶۲      | حمام زعفرانیه                  | بارگذاری تصویر | قاجاریه                         | ۱۶۳۹۵     | ۱۳۸۵/۸/۲۴  | دهستان رباط، شرق روستای زعفرانیه                                                                                             | |
| ۶۳      | قلعه‌کهنهٔ زعفرانیه              |                | قاجاریه                         | ۱۶۳۹۶     | ۱۳۸۵/۸/۲۴  | دهستان رباط، جنوب روستای زعفرانیه ۳۶°۹′۴۶٫۶″ شمالی ۵۸°۵′۳٫۰″ شرقی / ۳۶٫۱۶۲۹۴۴°شمالی ۵۸٫۰۸۴۱۶۷°شرقی                           | |
| ۶۴      | آب‌انبار زعفرانیه               |                | قاجاریه                         | ۱۶۳۹۷     | ۱۳۸۵/۸/۲۴  | دهستان رباط، مرکز روستای زعفرانیه ۳۶°۹′۵۴٫۶″ شمالی ۵۸°۵′۸٫۴″ شرقی / ۳۶٫۱۶۵۱۶۷°شمالی ۵۸٫۰۸۵۶۶۷°شرقی                           | |
| ۶۵      | چاپارخانهٔ زعفرانیه             |                | قاجاریه                         | ۱۶۳۹۸     | ۱۳۸۵/۸/۲۴  | دهستان رباط، مرکز روستای زعفرانیه ۳۶°۹′۵۰٫۰″ شمالی ۵۸°۵′۴٫۸″ شرقی / ۳۶٫۱۶۳۸۸۹°شمالی ۵۸٫۰۸۴۶۶۷°شرقی                           | تنها چاپارخانهٔ تاریخی خراسان. |
| ۶۶      | آرامگاه ادیب کرابی             | بارگذاری تصویر | ایلخانی، تیموری و معاصر         | ۲۰۵۹۱     | ۱۳۸۶/۱۰/۲۶ | دهستان کراب، روستای کراب | از جنس خشت و گل است و به‌تازگی مرمت شده. ایوانی در ضلع شرقی دارد و گنبدی که بر یک هشت‌ضلعی قرار گرفته‌است. در قبرستان روستا واقع است و به محمد بن منصور بن احمد بن حمید الادیب تعلق دارد. |
| ۶۷      | باغ هوشمند                     | بارگذاری تصویر | قاجاریه                         | ۲۱۲۴۳     | ۱۳۸۶/۱۱/۲۴ | دهستان فروغن، روستای ملوند                                                                                                   | |
| ۶۸      | خانه شیخ‌الاسلامی کسکن          |                | قاجاریه، پهلوی                  | ۲۱۲۴۶     | ۱۳۸۶/۱۱/۲۴ | دهستان قصبهٔ غربی، روستای کسکن                                                                                                | |
| ۶۹      | کارگاه سفالگری برآباد          | بارگذاری تصویر | قاجاریه                         | ۲۴۹۷۶     | ۱۳۸۷/۱۲/۱۸ | دهستان فروغن، شرق روستای برآباد                                                                                              | ۵ کارگاه مخروبه از ۶۳ کارگاه سفالگری در برآباد (روستایی با ۵۰۰ سال سابقهٔ صنعت سفالگری) باقی مانده‌است. در سال‌های اخیر چند کوره مرمت شده و یک کارگاه در حمام قدیمی روستا احیا شده‌است. |
| ۷۰      | حوض‌انبار برآباد                | بارگذاری تصویر | قاجاریه                         | ۲۴۹۹۵     | ۱۳۸۷/۱۲/۱۸ | دهستان فروغن، روستای برآباد                                                                                                  | |
| ۷۱      | حوض‌انبار دلقند                 | بارگذاری تصویر | قاجاریه                         | ۳۰۲۸۴     | ۱۳۹۰/۳/۲۴  | دهستان قصبهٔ شرقی، شمال روستای دلقند                                                                                          | |
| ۷۲      | آب‌انبار هشت‌پایه                |                | قاجاریه                         | ۳۰۲۸۵     | ۱۳۹۰/۳/۲۴  | سبزوار، خیابان اسرار جنوبی، چهارراه رضوی ۳۶°۱۲′۹″ شمالی ۵۷°۴۰′۳۲″ شرقی / ۳۶٫۲۰۲۵۰°شمالی ۵۷٫۶۷۵۵۶°شرقی                        | |
| ۷۳      | شاهزاده ابراهیم کسکنی          | بارگذاری تصویر | قاجاریه                         | ۳۰۳۵۸     | ۱۳۹۰/۳/۲۴  | دهستان قصبهٔ غربی، شمال غرب روستای کسکن ۳۶°۱۶′۳۶٫۲″ شمالی ۵۷°۳۳′۲۷٫۵″ شرقی / ۳۶٫۲۷۶۷۲۲°شمالی ۵۷٫۵۵۷۶۳۹°شرقی                   | |
| ۷۴      | آرامگاه پیر استیر              |                | تیموری                          | ۳۰۳۶۱     | ۱۳۹۰/۳/۲۴  | دهستان قصبهٔ غربی، روستای استیر ۳۶°۱۲′۵۹٫۳″ شمالی ۵۷°۲۹′۵۷٫۲″ شرقی / ۳۶٫۲۱۶۴۷۲°شمالی ۵۷٫۴۹۹۲۲۲°شرقی                           | به شکل مربع است و دو در دارد. تا زیر گنبد ۸ متر ارتفاع دارد. از جنس خشت خام است. داخل بنا نام دو شیخ مدفون نوشته شده‌است: شیخ ابراهیم و شیخ حسین. زن و شوهرها برای بچه‌دار شدن شبی را آنجا می‌گذرانند و از پیران مدفون در آنجا حاجت می‌خواهند. گفته شده ۶ تن از اولاد کمیل بن زیاد در آنجا مدفون‌اند. |
| ۷۵      | خانه‌باغ ملوندی                 | بارگذاری تصویر | پهلوی اول                       | ۳۰۴۷۲     | ۱۳۹۰/۱۰/۸  | دهستان فروغن، روستای ملوند                                                                                                   | عرصهٔ باغ ۲٬۸۴۶ و اعیان آن ۵۷۳ مترمربع است. با آجر و خشت ساخته شده‌است. برج، کندوخانه، بخش خدمه، و دیوار بیرونی دارد. |
| ۷۶      | مسجد جامع ایزی                 | بارگذاری تصویر | اواخر قاجار                     | ۳۰۹۵۶     | ۱۳۹۱/۶/۱۸  | دهستان قصبهٔ شرقی، مرکز روستای ایزی ۳۶°۱۳′۲۰٫۸″ شمالی ۵۷°۴۳′۴۱٫۸″ شرقی / ۳۶٫۲۲۲۴۴۴°شمالی ۵۷٫۷۲۸۲۷۸°شرقی                       | |
| تپه‌ها   |                                |                |                                 |           |            | | |
| ۷۷      | تپهٔ دامغانی                    |                | هزارهٔ ۲ تا اوایل ۱ قبل از میلاد | ۳۷۴۹      | ۱۳۷۹/۱۲/۲۵ | سبزوار، ورودی شهر از مشهد ۳۶°۱۲′۱٫۲″ شمالی ۵۷°۴۲′۳۰٫۴″ شرقی / ۳۶٫۲۰۰۳۳۳°شمالی ۵۷٫۷۰۸۴۴۴°شرقی                                 | ۱۱۰ هکتار مساحت دارد و طی کاوش‌های باستان‌شناسی مُهر مروی-بلخی و سنجاق مربوط به عصر مفرغ در آن پیدا شده‌است. توسط هیئت مشترک ایرانی–فرانسوی و عمران گاراژیان و همکارانش کاوش شد. با توجه به موقعیت آن، طرحی برای تبدیلش به موزهٔ فضای باز ارائه شد که نیمه‌کاره رها شد. اکنون محل تجمع معتادان و کارتن‌خواب‌ها شده و مورد هجوم فعالیت‌های کشاورزی قرار گرفته‌است. |
| ۷۸      | تپهٔ ذوالفرخ                    | بارگذاری تصویر | پیش از تاریخ                    | ۴۹۰۳      | ۱۳۸۰/۱۲/۱۹ | دهستان کوه همایی، روستای ذوالفرخ                                                                                             | از این تپه که در ۸۱ کیلومتری جنوب غرب شهر سبزوار واقع شده، شواهدی مبنی بر ذوب و گداز فلزات در دوره‌های فرهنگی مس‌سنگی، مفرغ و آهن به دست آمده‌است. |
| ۷۹      | تپهٔ سرتیغ حصار                 | بارگذاری تصویر | قرن ۸ تا ۱۲ هجری                | ۱۳۱۵۷     | ۱۳۸۴/۵/۲۲  | دهستان کراب، شرق روستای دلبر ۳۶°۲۱′۲۴٫۱″ شمالی ۵۷°۲۸′۵٫۹″ شرقی / ۳۶٫۳۵۶۶۹۴°شمالی ۵۷٫۴۶۸۳۰۶°شرقی                              | |
| ۸۰      | تپهٔ علی‌آباد شور                | بارگذاری تصویر | سامانیان، تیموری                | ۱۵۲۲۸     | ۱۳۸۴/۱۲/۲۴ | دهستان قصبهٔ شرقی، روستای علی‌آباد شور ۳۶°۵′۵۸″ شمالی ۵۷°۴۷′۳″ شرقی / ۳۶٫۰۹۹۴۴°شمالی ۵۷٫۷۸۴۱۷°شرقی                             | ارتفاع اصلی آن بیش از سه متر است. دو قسمت اصلی و باستانی آن در اصطلاح محلی پشتهٔ حوض و پشتهٔ سیاه نام دارند. از آثار سفالی آن چنین بر می‌آید که بقایایی از قرون ۵ تا ۶ هجری آنجا باشد. |
| ۸۱      | تپهٔ حیدر ۱                     | بارگذاری تصویر | هزارهٔ دوم، تاریخی               | ۱۵۲۳۹     | ۱۳۸۴/۱۲/۲۴ | دهستان قصبهٔ شرقی، شمال روستای زیدآباد                                                                                        | منطقه در حاشیهٔ کویر جنگلکاری شده‌است. آثار سفال‌های اسلامی بر سطح تپه پراکنده‌است. |
| محوطه‌ها |                                |                |                                 |           |            | | |
| ۸۲      | محوطه و بقایا و ارگ عبدالملکی  | بارگذاری تصویر | قرون میانهٔ اسلامی، قاجاریه      | ۱۴۳۶۵     | ۱۳۸۴/۱۲/۱۶ | دهستان کوه همایی، شمال روستای عبدالملکی ۳۵°۴۲′ شمالی ۵۷°۲′ شرقی / ۳۵٫۷۰۰°شمالی ۵۷٫۰۳۳°شرقی                                   | |
| ۸۳      | محوطهٔ ملا امام                 | بارگذاری تصویر | ساسانی، قرن ۸ ه‍.                 | ۳۰۹۶۳     | ۱۳۹۱/۶/۱۸  | | |

## مطالعهٔ بیشتر
- قراخانی بهار، حسن (۱۳۶۳). آثار باستانی و معماری بقاع متبرکه اطراف شهرستان سبزوار و اسفراین. تهران: فرهنگسرا.
- معماری، حمید (۱۳۹۳). معماری و معماران سبزوار. سبزوار: فیروزی. شابک ۹۷۸۶۰۰۹۳۳۱۸۴۰.
- نوباغی، مجید (۱۳۸۸). آثار و ابنیه تاریخی سبزوار. سبزوار: امید مهر.